# António de Azevedo Castelo Branco
António de Azevedo Castelo Branco GCTE (Vila Real, Vilarinho de Samardã, 23/25 de Dezembro de 1842 - Vila Real, Casa de Tinjeiras, 5 de Janeiro de 1916) foi um advogado, jurista, escritor, poeta e político português.

## Biografia
Era filho de Francisco José de Azevedo (Vila Real, Vilarinho de Samardã, 1812 - ?) e de sua mulher Carolina Rita Botelho Castelo Branco (Lisboa, Socorro, 24 de Março de 1821 - ?), irmã de Camilo Ferreira Botelho Castelo Branco, 1.° Visconde de Correia Botelho e pai do 1.° Visconde de São Miguel de Seide, e irmão de José de Azevedo Castelo Branco.
Formou-se em Direito pela Faculdade de Direito da Universidade de Coimbra, onde se afirmou Poeta de real valor.
Advogado, iniciou a carreira política com o obscuro cargo de Administrador do Concelho de Murça e, em 1879, pelo Círculo Eleitoral de Vila Real, foi, pela primeira vez, eleito Deputado, função para a qual voltou a ser escolhido noutras Legislaturas, ocupando, por vezes, a Presidência da respectiva Câmara dos Deputados.
Esteve no estrangeiro, em missão de estudo do sistema prisional, e, no ano de 1884, assumiu o cargo de Sub-Director da Penitenciária de Lisboa, quando esta cadeia começou a funcionar, passando a Director por morte do Dr. Jerónimo Pimentel.
Tomou parte no Congresso Jurídico reunido em Lisboa em 1889, e ali apresentou um trabalho sobre assuntos penitenciários que mereceu elogiosas referências.
Prosador brilhante, colaborou no "Jornal da Manhã" e no "Instituto de Coimbra".
Sob o pseudónimo de Arsénio de Chatenay, publicou diversos livros eróticos, de que se destacam: Os Jogos Lésbios ou Os Amores de Joaninha (1877), A Galera Verde ou A Cadeia das Virgens (1878), A Mulher Virgem, Mãe! (1880), O Segredo do Capitão-mor de Oliveira (1884), Os Mistérios do Asfondelo (1886) e Sensualidade e Amor (1891).
Em 1893, Ernesto Rodolfo Hintze Ribeiro confiou-lhe, num Governo a que presidiu, a pasta de Ministro da Justiça, em cuja gerência publicou diplomas notáveis, entre os quais se salientou o relativo à hospitalização de alienados. Elaborou, sobre a Penitenciária, importantes relatórios, considerados valiosos estudos de Direito Criminal.
Em 1896, foi nomeado Par do Reino, ocupando, algumas vezes, o cargo de Presidente da sua Câmara dos Pares.
Foi Vogal da Junta Geral do Distrito de Lisboa e 38.° Presidente da Câmara Municipal de Lisboa de 1904 a 1906/1907.
A 17 de Setembro de 1904, sendo do Conselho de Sua Majestade Fidelíssima, Par do Reino, Ministro e Secretário de Estado Honorário, passou a ser Conselheiro de Estado (Diário do Governo, N.° 211, 21 de Setembro de 1904).
Sendo Conselheiro de Estado e Presidente da Câmara dos Dignos Pares do Reino, foi o 306.° Grã-Cruz da Ordem da Torre e Espada a 6 de Maio de 1908 (Diário do Governo, N.° 102, 7 de Maio de 1908).
Quando se implantou a República, recolheu-se à sua Casa de Tinjeiras, em Vila Real, onde faleceu.
Entre outras obras, publicou:
- A lira meridional, colecção de poesias, s. d., que deve ter sido escrita entre 1860 e 1865[1]
- Notice sur l'évolution du droit pénal portugais, 1888[1]
- Estudos penitenciários e criminais, 1888[1]
- Cadeias e manicómios - Uma reforma necessária, 1892[1]